# 天正 (南梁)
天正（551年八月—十一月）是南朝梁政權豫章王萧栋的年号，共计4个月。

## 纪年
| 天正 | 元年  |
| ---- | ----- |
| 公元 | 551年 |
| 干支 | 辛未  |

## 同期存在的其他政权年号
- 中國
  - 大寳（550年正月—551年十二月）：南朝梁政權梁簡文帝萧綱的年号
  - 天保（550年五月—559年十二月）：北齊政权北齊文宣帝高洋年号
  - 明：西魏年号
  - 大統（535年正月—551年十二月）：西魏政权西魏文帝元宝炬年号
  - 和平（551年—554年）：高昌政权年号
- 朝鮮半島
  - 建元（536年—551年）：新羅真興王的年號
  - 開國（551年—568年）：新羅真興王的年號

## 参看
- 中国年号列表
- 其他使用天正年號的政權